# Макаричское сельское поселение
Мака́ричское сельское поселение — муниципальное образование в северо-восточной части Красногорского района Брянской области. Административный центр — деревня Макаричи.
Образовано в результате проведения муниципальной реформы в 2005 году, путём слияния дореформенных Макаричского, Медведевского и Палужскоруднянского сельсоветов.

## Население
| 2010 | 2011  | 2012  | 2013 | 2014 | 2015 | 2016 | 2017 | 2018 |
| ---- | ----- | ----- | ---- | ---- | ---- | ---- | ---- | ---- |
| 1136 | ↘1126 | ↘1090 | ↘988 | ↗995 | ↘942 | ↘940 | ↘910 | ↘901 |
| 2019 | 2020  | 2021  |      |      |      |      |      |      |
| ↘889 | ↘860  | ↘787  |      |      |      |      |      |      |

## Населённые пункты
| № | Населённый пункт | Тип     | Население |
| - | ---------------- | ------- | --------- |
| 1 | Макаричи         | деревня | ↘373      |
| 2 | Вяжновка         | деревня | ↘39       |
| 3 | Дубовец          | посёлок | →1        |
| 4 | Заборье          | село    | ↘28       |
| 5 | Медведи          | село    | ↘302      |
| 6 | Палужская Рудня  | деревня | ↘245      |

## Катастрофа на Чернобыльской АЭС
В результате аварии на Чернобыльской АЭС 26 апреля 1986 года территория западной части района была загрязнена долгоживущими радионуклидами: плутонием, америцием, строением, цезием.
Согласно постановлению Правительства РФ:
II. Зона отселения
- Макаричское сельское поселение — с. Заборье

III. Зона проживания с правом на отселение
- Макаричское сельское поселение — дер. Макаричи, с. Медведи, дер. Вяжновка